# Przygody Wuja Alberta
Przygody Wuja Alberta – humorystyczne słuchowisko radiowe napisane przez Macieja Zembatego.
Przygody Wuja Alberta powstały w latach siedemdziesiątych XX w. i były – podobnie jak inne słuchowisko Zembatego – Rodzina Poszepszyńskich – nadawane w ramach audycji Zgryz w Trzecim Programie Polskiego Radia. W roku 2007 na antenie radia Tok FM zadebiutowała nowa wersja słuchowiska.

## Oryginalna wersja

### Opis
Słuchowisko opowiada o perypetiach Alberta oraz rodziny, u której zamieszkuje. Akcja słuchowiska zaczyna się, kiedy Albert w środku nocy zjawia się u rodziny Dabackich, twierdząc, że jest przyrodnim bratem Joanny Dabackiej i wprowadza się na stałe, bez pytania kogokolwiek o zgodę. Słuchowisko cechuje typowy dla Zembatego czarny humor. Powstało osiem odcinków słuchowiska, z których każdy trwa ok. 15 minut i opowiada osobną historię.

### Bohaterowie
- Albert – podróżnik, a zarazem kombinator, chwytający się każdej okazji, by łatwo zdobyć pieniądze. Jest przyrodnim bratem Joanny, synem hinduskiego tresera słoni. Ma jedną sztuczną nogę, będącą prezentem od jego kochanki Cecylii, która – jak się okazuje – jest matką Stanisława. Tak więc prawdopodobnie Albert jest ojcem Stanisława. Flirtuje z Natalią. Wynalazł uniwersalną szczoteczkę – do zębów, paznokci i butów. Jego ulubione powiedzenie to "koniec i przecinek".
- Stanisław Dabacki – mąż Joanny i ojciec Natalii. Prawdopodobnie jest synem Alberta. Pracuje w Zakładzie Usług Pogrzebowych jako zawodowy żałobnik. Nie ufa Albertowi i obwinia go za każdym razem, gdy dzieje się coś złego. Co noc od kilkudziesięciu lat ma ten sam sen, w którym przepływa na grzbiecie przez Ocean Atlantycki.
- Joanna Dabacka (z domu Pasiak) – żona Stanisława i matka Natalii. Jest przyrodnią siostrą Alberta, nieślubną córką hinduskiego tresera słoni. Ufa Albertowi i broni go przed podejrzeniami Stanisława. Zajmuje się prowadzeniem domu. Jej ulubione powiedzenie to "rób co chcesz".
- Natalia Dabacka – siedemnastoletnia córka Joanny i Stanisława, uczennica. Ma ogromne powodzenie u mężczyzn i jest doszczętnie zdemoralizowana. Flirtuje z Albertem.
- Helena Pazurowa – żona Wincentego Pazura, lunatyka-kleptomana. Przynosi Dabackim najróżniejsze rzeczy, skradzione przez swojego męża.
- Wincenty Pazur – lunatyk-kleptoman. Pracuje jako pielęgniarz. Postać niepojawiająca się w słuchowisku, znana jedynie z opowieści Heleny Pazurowej.

## Nowa wersja

### Opis
Podobnie jak wersja oryginalna, nowe Przygody Wuja Alberta opowiadają o przygodach podróżnika Alberta oraz rodziny, u której mieszka. Również początek akcji jest podobny: Albert bez pytania wprowadza się do rodziny Szpiców. W nowej wersji słuchowiska występuje znacznie więcej bohaterów, w tym postacie istniejące naprawdę. Powstało dziesięć odcinków słuchowiska, trwających po ok. 20-30 minut i opowiadających jedną historię.

### Bohaterowie

#### Postacie główne
- Albert – podróżnik znający biegle kilka języków. Jest biseksualistą, próbuje zdobyć względy porucznika Borysa Szpica.
- Borys Szpic – właściciel domu, w którym toczy się akcja słuchowiska. Jest pracownikiem służb specjalnych w stopniu porucznika. Ma czterdziestoletni staż, pracował w SB, a po 1989 roku przeszedł do WSI. Jest szczerze przywiązany do swojego pistoletu Makarowa, którego dostał od generała Czesława Kiszczaka. Twierdzi, że jest zabójcą Marcelego Nowotki. Zdeklarowany komunista, a także antysemita i homofob. Oburza się, kiedy Albert używa w jego domu obcych języków.
- Imogena Szpic (z domu Rosenthal) – żona porucznika Szpica, zakochana w Albercie. Pochodzi z rodziny arystokratycznej. Ginie wpadając pod tramwaj.
- Wanda Szpic – dwudziestoletnia córka Borysa i Imogeny, siostra bliźniaczka Pandy. Ateistka i antyglobalistka walcząca o legalizację aborcji, eutanazji i marihuany.
- Panda Szpic – dwudziestoletnia córka Borysa i Imogeny, siostra bliźniaczka Wandy. Jest bardzo religijna, całe dnie spędza modląc się. Naprawdę ma na imię Andzia. Nazywana jest Pandą, gdyż powtarza, że "Pan da wszystko, o co Go poprosi". Ma nieślubną córkę Faustynkę z księdzem.
- Barbara Rosenthal – księżna, matka Imogeny Szpic, babka Wandy i Pandy, siostra Stanisławy Rosenthal. Przez członków rodziny nazywana Króliczkiem.
- Stanisława Rosenthal – hrabina, siostra księżnej Barbary Rosenthal, ciotka Imogeny Szpic. Jest lesbijką, często opowiada o swojej kochance, Dolores de Santiago. Była również kochanką Róży Bromberg.
- Maurycy Poszepszyński – znajomy Szpiców. Jak sam twierdzi, jest szmatą, którą to cechę odziedziczył po ojcu. Zarabia na kontrakcie z Kancelarią Prezydenta. Dla dobra Faustynki chce ożenić się z Pandą. Postać znana z "Rodziny Poszepszyńskich".

#### Postacie drugoplanowe
- Gonzalez – służący Alberta, kubański uchodźca. Został dotkliwie okaleczony przez żołnierzy Fidela Castro podczas przesłuchania.
- Łowcy skór – dwaj pracownicy pogotowia, którzy za dodatkową opłatą oferują pozbycie się niechcianych osób. Jeden z nich, imieniem Sebastian, jest gejem i obiektem uczuć Wandy.
- Faustynka – córka Pandy i księdza imieniem Adam.
- Róża Bromberg – pracownica służb specjalnych w stopniu kapitana. Została zwerbowana do SB jako nastolatka przez Wojciecha Piąstkę, później trafiła do UOP, a w końcu do ABW. Znana również jako Róża Bydgoszcz. Była kochanka Stanisławy Rosenthal.
- Wojciech Garstka – funkcjonariusz SB w stopniu służbowym pułkownika. Dawniej znany jako Wojciech Piąstka, zmienił nazwisko po weryfikacji.
- Borys Szyc – aktor, który protestuje przeciw szarganiu swojego nazwiska przez autorów "Przygód Wuja Alberta".

### Obsada
- Piotr Fronczewski – wuj Albert
- Krzysztof Kowalewski – porucznik Borys Szpic
- Ewa Błaszczyk – Imogena Szpic
- Adrianna Biedrzyńska – Wanda i Panda Szpic
- Stanisława Celińska – hrabina Stanisława Rosenthal
- Beata Tyszkiewicz – księżna Barbara Rosenthal
- Maciej Zembaty – Maurycy Poszepszyński
- Michalina Robakiewicz – Faustynka
- Marek Dawidow – narrator
- Krystyna Tkacz – kapitan Róża Bromberg
- Tadeusz Klimonda i Sebastian Wojnowski – łowcy skór
- Lope de Vega – Gonzalez
- Wojciech Garstka – Wojciech Garstka vel Piąstka
- Borys Szyc – Borys Szyc

### Lista odcinków
Odcinki numerowane są w specyficzny sposób, pierwszy odcinek, w którym Albert wprowadza się do Szpiców uznawany jest za odcinek zerowy.
0. "Powrót, czyli comeback"
1. "Maurycy Poszepszyński, czyli full wypas"
2. "Miłość, czyli swędzenie"
3. "Króliczek, czyli księżna krwi"
4. "Faustynka, czyli córka księdza"
5. "Tajemnica Szpica, czyli kretowisko"
6. "Nirwana, czyli pełny odlot"
7. "Bromberg, czyli Bydgoszcz"
8. "Piąstka, czyli Garstka, czyli zły pułkownik"
9. "Szpic i Szyc, czyli alter ego"